# Гичкін Марк Юхимович
Макар (Марк) Юхимович Гичкін (9 лютого 1903, Миколаїв, Херсонська губернія, Російська імперія — 1989, Миколаїв) — радянський футболіст, нападник.

## Ігрова кар'єра
Уродженець міста Миколаєва. Грав у миколаївських командах «Всеобуч», «Местран» і «Динамо». З «Местраном» ставав переможцем і призером першості міста. Більше десяти років виступав за збірну Миколаєва, у складі якої двічі ставав призером чемпіонатів УРСР (1927 срібло і 1928 бронза). 12 вересня 1928 року брав участь у першому міжнародному матчі головної команди міста зі збірною робочого спортивного союзу ТУЛ (Фінляндія). Миколаївські футболісти виграли з рахунком 3:1, і один з м'ячів у ворота фінів забив Гичкін.
Пізніше відомого футболіста запросили в Одесу, де він продовжив виступи у «Динамо» і «Харчовику». У довоєнних чемпіонатах СРСР провів близька ста матчів (з них майже 50 у вищій лізі СРСР) і забив 17 м'ячів. Регулярно виступав за збірну Одеси.
Під час радянсько-німецької війни Гичкін воював, був нагороджений бойовими орденами і медалями. Після війни повернувся до Миколаєва. У 1946 році, коли «Авангард» відновив виступи в чемпіонатах СРСР, Макар провів у складі команди 5 матчів. На той момент йому було 43 роки.

## Тренерська кар'єра
У 1949 році в тандемі з Леонідом Орєховим тренував миколаївський «Суднобудівник». У 1951 році очолював збірну Миколаєва. У 1952 році став головним тренером аматорської команди «Червоний Прапор» (Миколаїв), з якою в тому ж році завоював срібні медалі чемпіонату УРСР.

## Досягнення
Гравець
- Срібний призер чемпіонату УРСР: 1927
- Бронзовий призер чемпіонату УРСР: 1928
- У списку кращих футболістів СРСР (1): № 3 (1930).

Тренер
- Срібний призер чемпіонату УРСР: 1952